# Gijs Luirink
Gijs Luirink (Amsterdam, 12 settembre 1983) è un ex calciatore olandese, di ruolo difensore.
Nel 2006 è stato convocato dal CT dell'Under-21 Foppe de Haan per disputare gli Europei under 21 in Portogallo, poi vinti proprio dai Paesi Bassi. Luirink, che aveva giocato tutte le partite da titolare, è stato messo sotto contratto dall'AZ Alkmaar e nella stagione 2008-09, con la squadra bianco-rossa ha vinto il campionato.

## Palmarès

### Club

#### Competizioni nazionali
- Campionato olandese: 1

AZ Alkmaar: 2008-2009